# Vízi közlekedés

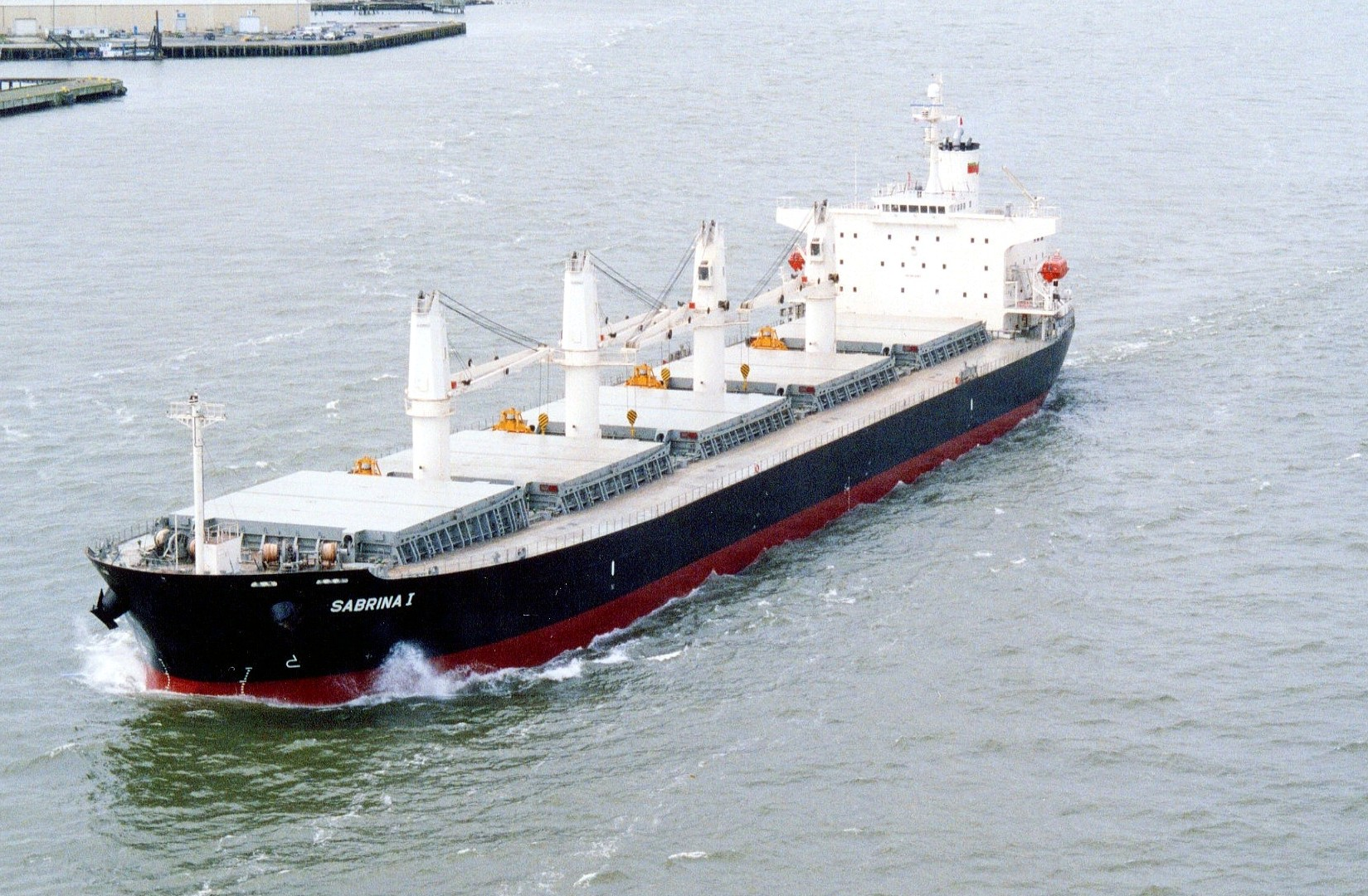
Ömlesztett árut szállító hajó

A vízi közlekedés (hajózás) személy-, áru-, valamint postaforgalomnak vízi úton való lebonyolítása; tanulmányozásával a közlekedéstudomány foglalkozik.
A vízi közlekedésnek a különösen nagy méretű és a nagy tömegű áruk hosszabb távolságra történő szállításnál van előnye. Egyrészt mert a rendkívül súlyos vagy rendkívül nagy méretű rakományok (például hidak alkotóelemei) közúton, vasúton vagy légi úton egy darabban nem is szállíthatók, ellenben a hajókkal, amelyek mérete, illetve hordképessége sokkal nagyobb. Másrészt a vízi közlekedés a leggazdaságosabb nagy mennyiségű szállításnál (ömlesztett áruk, mint például a gabona): közúton 35, vasúton 13, míg a belvízi hajózásnál 10 euró az 1 tonnakilométer költsége. Ezenkívül környezetkímélőbb is.
A vízi közlekedés a személyszállításban is részt vesz, elsősorban kompszolgáltatásként olyan folyószakaszok vagy kisebb tengerek áthidalásában, ahol nem épült híd vagy alagút. A turizmusban a kisebb sétahajóutak és a nagy felszereltségű óceánjáró hajók a jelentősek.

## Története
Az egyik legrégebbi szállítási forma, eredete az emberiség történelmének homályába vész. Először a folyók, majd a tengerek lettek a vízi közlekedés első útvonalai, amelyek nagy távolságok összeköttetését tették lehetővé.
A 19. századig a leggyorsabb közlekedési forma volt,

## Csoportosítás
A hajózás körzete szerint létezik:
- belvízi hajózás és
- tengeri hajózás

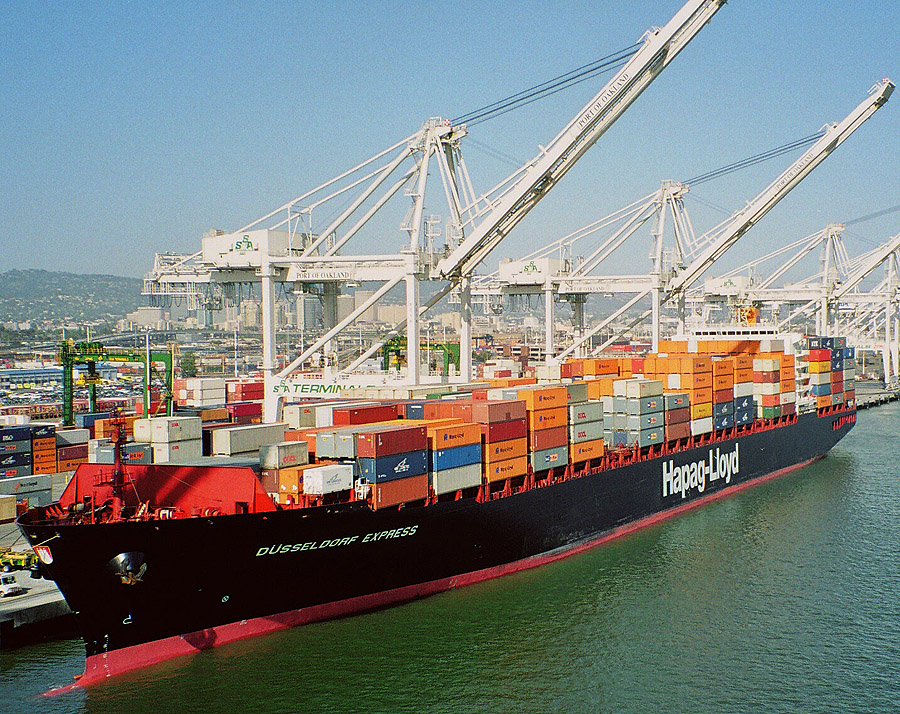
Egy konténerszállító hajó

A vízi közlekedés eszközei a hajók, melyek méretük szerint lehetnek:
- csónakok,
- kishajók,
- nagyhajók, illetve a hajókkal együtt szoktuk tárgyalni a vízi közlekedést közvetlenül kiszolgáló
- úszóműveket, továbbá
- úszómunkagépeket.

Az összes kategória lehet
- belvízi és
- tengeri, míg a nagyhajóknál megkülönböztetünk még
- folyam-tengeri hajókat is.

## A vízi közlekedés főbb útvonalai
A legfontosabb tengeri útvonalak:

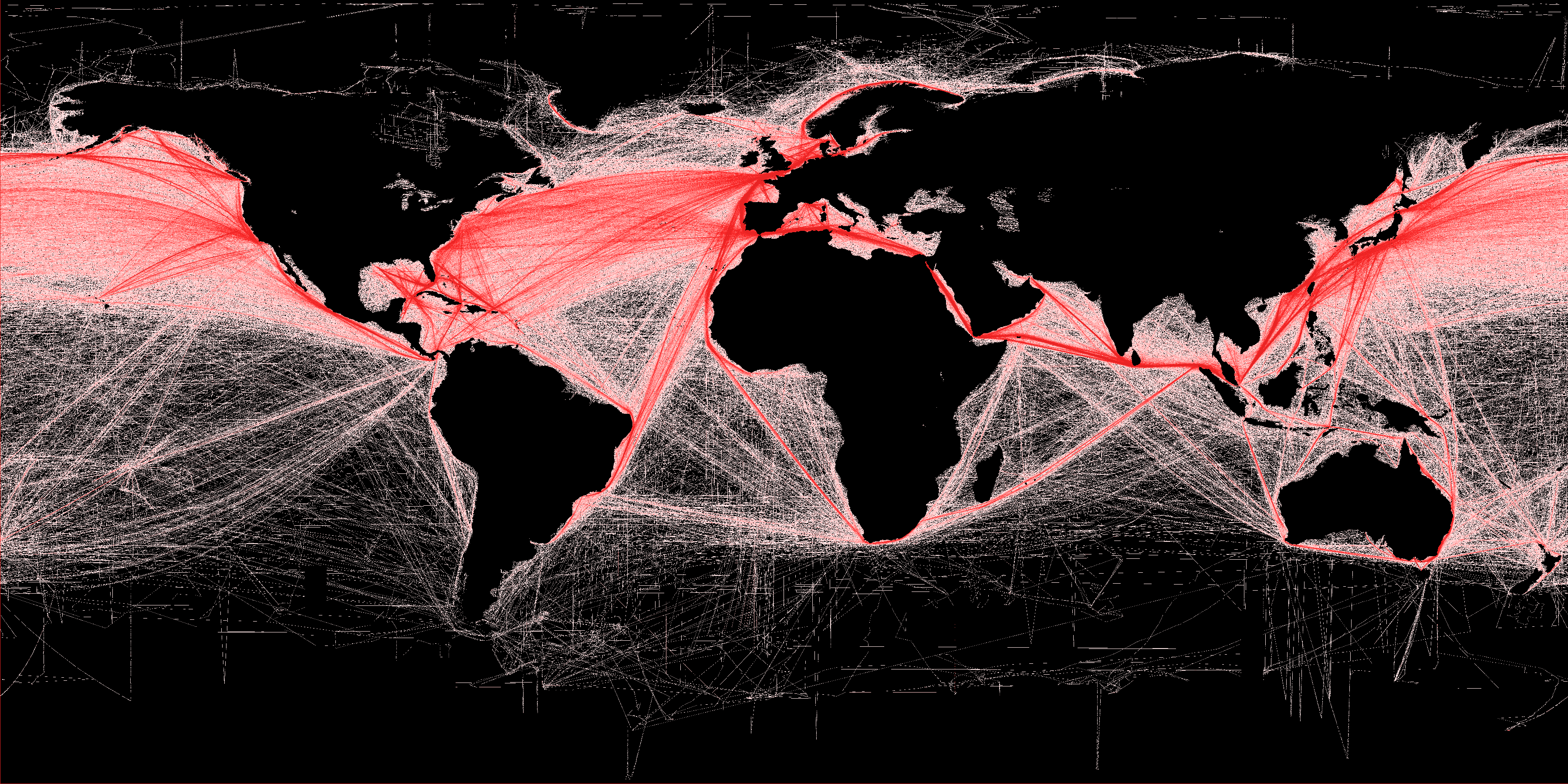
A kereskedelmi hajózás útvonalai

- Jóreménység foka, Dél-Afrika: Atlanti-óceán ↔ Indiai-óceán Európa és Dél-Ázsia közötti klasszikus tengeri útvonal;
- Szuezi-csatorna, Egyiptom: Atlanti-óceán és a Földközi-tenger ↔ Vörös-tenger, Arab-tenger, Indiai-óceán;
- Északnyugati átjáró, Jeges-tenger: Csendes-óceán ↔ Atlanti-óceán
- Északkeleti átjáró, Jeges-tenger: Bering-tenger (Csendes-óceán) ↔ Fehér-tenger (Atlanti-óceán)
- Malaka-szoros, Délkelet-Ázsia: Andamán-tenger (Indiai-óceán) ↔ Dél-kínai-tenger (Csendes-óceán)
- Panama-csatorna, Panama: Csendes-óceán ↔ Atlanti-óceán
- Horn-fok és a Magellán-szoros, Chile: Csendes-óceán ↔ Atlanti-óceán

## Magyarország vízi közlekedése
A magyar tengeri hajózás, amely kizárólag az árufuvarozásra koncentrálódott, erősen visszaszorult. Magyarországnak két tengerjáró hajója van, amit az orosz államadósság törlesztéseként kapott.
Magyarország nagyhajózásra alkalmas vízi útjainak hossza körülbelül 1600 km. Ennek 85%-a állandóan, 15%-a időszakosan hajózható. A vízi úthálózat hosszának 53%-a a Duna vízgyűjtő területéhez, 47%-a pedig a Tiszáéhoz tartozik. Belvízi hajóinkkal a Duna-delta (Fekete-tenger) és a Rajna torkolat (Északi-tenger) kikötőibe tudunk szállítmányokat eljuttatni. A Duna-Majna-Rajna vízi út rendszer teljes hajózható hossza Rotterdamtól Szulináig 3505 km.
A magyarországi hajózható víziutak felsorolását, a víziutakat a rajtuk közlekedtethető hajók mérete alapján 10 osztályba sorolását Magyarországon jogszabály tartalmazza.